# Odontopera kurilana
Odontopera kurilana là một loài bướm đêm trong họ Geometridae.